# Persiscape gideoni
Espèce
Synonymes
- Agelescape gideoni Levy, 1996
- Agelescape dunini Guseinov, Marusik & Koponen, 2005

Persiscape gideoni est une espèce d'araignées aranéomorphes de la famille des Agelenidae.

## Distribution
Cette espèce se rencontre en Israël, en Turquie, en Géorgie, en Arménie, en Azerbaïdjan et en Iran.

## Description
La femelle holotype mesure 6,9 mm.
Le mâle mesure 8,55 mm et les femelles de 6,9 à 11,2 mm.

## Systématique et taxinomie
Cette espèce a été décrite sous le protonyme Agelescape gideoni par Levy en 1996. Elle est placée dans le genre Persiscape par Zamani et Marusik en 2020.
Agelescape dunini a été placée en synonymie par Zamani et Marusik en 2020.

## Étymologie
Cette espèce est nommée en l'honneur de Gideon Tsabar (1930-1983).

## Publication originale
- Levy, 1996 : « The agelenid funnel-weaver family and the spider genus Cedicus in Israel (Araneae, Agelenidae and Cybaeidae). » Zoologica Scripta, vol. 25, no 2, p. 85-122.